# Lincoln (Califórnia)
Lincoln é uma cidade localizada no estado americano da Califórnia, no condado de Placer. Foi incorporada em 7 de agosto de 1890.

## Geografia
De acordo com o United States Census Bureau, a cidade tem uma área de 52,1 km², onde 52,08 km² estão cobertos por terra e 0,05 km² por água.

### Localidades na vizinhança
O diagrama seguinte representa as localidades num raio de 24 km ao redor de Lincoln.

## Demografia
Segundo o censo nacional de 2010, a sua população é de 42 819 habitantes e sua densidade populacional é de 822,10 hab/km². É a cidade com o maior crescimento populacional dos Estados Unidos, com um crescimento de 282,1% em relação ao censo de 2000. Possui 17 457 residências, que resulta em uma densidade de 335,17 residências/km².